# Raionul Secureni
Raionul Secureni (în ucraineană Сокирянський район) era unul din cele 11 raioane administrative din regiunea Cernăuți din Ucraina, cu reședința în orașul Secureni. A fost înființat în anul 1966, fiind inclus în componența RSS Ucrainene. Începând din anul 1991, acest raion făcea parte din Ucraina independentă. A fost desființat în 2020, iat teritoriul său a fost inclus în componența raionului Nistru. 
Acest raion avea o suprafață de 660,9 km² și 48.889 locuitori (2001) , în mare majoritate de naționalitate ucraineni. Din componența raionului făcea parte orașul Secureni și 21 comune rurale. 
Înainte de ocuparea Basarabiei și Bucovinei de nord de către Uniunea Sovietică în 1940, teritoriul său a făcut parte din județul Hotin al României.

## Geografie
Raionul Secureni este situat în extremitatea de est a regiunii Cernăuți, pe malul drept al râului Nistru. În prezent, raionul se învecinează în partea de vest cu raionul Chelmenți, în partea de nord cu raionul Kameneț-Podolsk și cu raionul Nova Ușiția din regiunea Hmelnițki, în partea de est cu raionul Moghilev-Podolsk din regiunea Vinița și în partea de sud cu raionul Briceni și cu raionul Ocnița din Republica Moldova. Partea de nord a raionului are ca graniță naturală râul Nistru.
Raionul Secureni este frontieră de stat cu Republica Moldova, aici funcționând 4 puncte de trecere a frontierei: 
- Secureni - Ocnița - punct internațional de trecere auto
- Secureni - Ocnița - punct internațional de trecere feroviar
- Vășcăuți - Grimăncăuți - punct interstatal de trecere auto, numai pentru persoane și mijloace de transport care aparțin Republicii Moldova și Ucrainei
- Secureni - Clocușna - punct local de trecere auto, numai pentru cetățenii Republicii Moldova și Ucrainei care locuiesc permanent în  raioanele administrative de frontieră

## Economie
În raionul Secureni funcționează 5 întreprinderi industriale, dintre care patru produc bunuri de larg consum. 
Agricultura este principala ocupație a locuitorilor raionului, aici fiind cultivate cereale, plante leguminoase, sfeclă de zahăr, floarea-soarelui. De asemenea, sunt procesate aici produse lactate și produse de carmangerie. 
Suprafața raionului este de 66.090 hectare, dintre care 45.646 hectare sunt terenuri agricole, adică: 
- 35.838 ha de teren arabil,
- 4.060 ha de livezi,
- 5.748 ha de pășuni.

De asemenea, mai există și 13.937 ha de păduri.

## Învățământ și cultură
În raionul Secureni există 36 de instituții de învățământ, dintre care un liceu cu profil tehnic, 28 școli gimnaziale și 7 școli primare. Ființează aici 27 cămine culturale, 29 biblioteci rurale și 29 săli de cinema. 
De asemenea, funcționează aici 4 spitale, 4 clinici și 24 cabinete medicale .

## Demografie
Componența lingvistică a raionului Secureni
     Ucraineană (90,42%)
     Rusă (6,4%)
     Română (3%)
     Alte limbi (0,07%)
Conform recensământului din 2001, majoritatea populației raionului Secureni era vorbitoare de ucraineană (90,42%), existând în minoritate și vorbitori de rusă (6,4%) și română (3%).

La recensământul din 1989, raionul Secureni avea 63.760 locuitori. La data de 13 iulie 2000, prin Hotărârea Radei Supreme a Ucrainei, orașul Novodnistrovsk a declasat orașul Secureni de funcțiile sale administrative, devenind oraș de subordonare regională, astfel populația raionului a scăzut cu cei 10.342 locuitori ai orașului. 
Conform recensământului efectuat de autoritățile ucrainene în anul 2001, populația raionului Secureni era de 48.889 locuitori, fiind împărțită în următoarele grupuri etnice:
- Ucraineni - 43.927 (89,85%)
- Ruși -  3.044 (6,23%)
- Moldoveni -  1.681 (3,44%)
- Români -  43 (0,09%)
- Alții -  194 (0,39%) [4].

De asemenea, 21,1% din populația raionului locuia în așezări urbane (10.258 locuitori) și 78,9% în așezări rurale (38.631 locuitori).
Cele mai populate localități sunt orașul Secureni - 9.683 locuitori și satele Romancăuți - 5.066, Vășcăuți - 3.587 și Beleusovca - 3.057.

## Comunitatea românească din raion
Conform datelor recensământului din 2001, populația de limbă română (români + moldoveni) reprezintă 3,53% din populația raionului (1.724 persoane). Românii sunt concentrați în comuna Șișcăuții Noi, singura comună majoritar românească din acest raion (cu 82,74% din populație). 
De asemenea, în raionul Secureni locuiesc și mulți ruși-lipoveni (în orașul Secureni și în comunele Grubna - 92,68% și Beleusovca - 13,36%).

## Localități
Raionul Secureni este compus din:
- 1 oraș - Secureni - reședința administrativă
- 28 sate [5], dintre care: 
  - 21 comune sau selsoviete  astfel:

| - Beleusovca, - Cobâlceni, - Cormani, - Culișcăuți, - Grubna, - Gvăzdăuți, - Lomacineți, - Lopativ, - Mendicăuți (Alexeevca), - Mihăileanca, - Moldova (Bratanivca), | - Ojeva, - Romancăuți, - Seliștea, - Serbiceni, - Șebutinți, - Șișcăuții Noi, - Vasileuți, - Vășcăuți, - Vitreanca, - Voloșcova |

- - 7 sate, care nu sunt și selsoviete, adică nu au administrație proprie, astfel:

| - - Galițea, - Mendicăuții Noi (Novoalexeevca), - Neporotova, - Pocrovca, | - - Respopini, - Slobozia Nouă, - Strumoc |

## Obiective turistice
Pe teritoriul raionului Secureni se află mai multe obiective turistice:
- Mănăstirea rupestră Galițea din satul Neporotova - existentă în sec. X-XV și considerată unul din cele mai importante puncte de atracție turistică din nordul Basarabiei. Mănăstirea a fost construită într-un perete stâncos de pe malul Nistrului, încetându-și activitatea în anul 1945 după ocuparea localității de către bolșevici, iar cărțile și icoanele de o mare valoare istorică au dispărut. Mănăstirea și-a reluat activitatea sa în ianuarie 1999 ca urmare a stabilirii aici a doi monahi. Astăzi, călugării se ocupă de reconstrucția mănăstirii [6].
- Biserica de lemn din satul Beleusovca - construită în 1770 (sau după alte date, în 1794); are și o clopotniță de lemn din secolul al XIX-lea [7] [8] [9]
- Biserica de lemn din Seliștea - construită în 1808 din lemn pe fundație de piatră; are o clopotniță deasupra pridvorului [10]
- Biserica de lemn din Lomacineți - construită în 1811; are și o clopotniță de lemn din aceeași perioadă [11]
- Biserica de lemn din Serbiceni - construită în 1846 din lemn, cu o clopotniță de lemn din aceeași perioadă [12]
- Biserica de lemn din Vășcăuți - construită în 1888, pe cheltuiala boierului Constantin Cazimir [13]
- Conacul familiei Krupenski din Lomacineți - construit în 1871
- Cimitirul soldaților români din Ojeva - aici sunt îngropați 496 de militari români care au murit în cel de-al doilea război mondial. Anual, diplomați și funcționari români depun coroane de flori la mormintele din acest cimitir.